# باچکی برستوواتس
باچکی برستوواتس (به صربی: Bački Brestovac) یک روستا در صربستان است که در استان خودمختار وویوودینا واقع شده‌است. باچکی برستوواتس ۳٬۴۶۹ نفر جمعیت دارد.